# Орден Вежі й Меча
Військовий Орден Вежі й Меча, Доблесті, Вірності й Заслуг (порт. Ordem Militar da Torre e Espada, do Valor, Lealdade e Mérito) — португальський лицарський орден, заснований у 1459 році королем Афонсу V.

## Назва
- Орден Вежі й Меча
- Військовий Орден Вежі й Меча, Доблесті, Вірності й Заслуг
- Найдавніший Найшляхетніший Орден Вежі й Меча, Доблесті, Вірності й Заслуг

## Історія
Орден вийшов з ужитку й відновлений лише у 1808 році принцом-регентом Жуаном (майбутній король Португалії Жуан VI) на честь благополучного прибуття португальської королівської родини до Бразилії, після того як Наполеон вторгся до Португалії. Орденом могли нагороджуватись як португальці, так і іноземці-католики. Орден вручався за військові та цивільні заслуги. У 1832 році португальський король Педру IV реформував орден, після чого він почав називатись Найдавніший Найшляхетніший Орден Вежі й Меча, Доблесті, Вірності й Заслуг.
Реформований орден мав чотири класи:
- Великий Хрест
- Командор
- Офіцер
- Лицар

У 1896 році було додано клас Гранд-офіцера, старше Командора, але молодше Великого Хреста.
15 жовтня 1910 року республіканський уряд Португалії скасував усі португальські ордени, окрім Ордена Вежі й Меча. У 1917 орден було знову реформовано й у нього стало чотири класи, найвищий з яких мав лише президент Португалії. У 1918 орден знову розширили до п'яти класів. Президент Португалії за посадою став гросмейстером ордена. У 1939 році було введено додатковий клас Великого ланцюга, який надавався тільки главам держав, першим нагородженим був Франсиско Франко, з 1963 року цим класом нагороджувались тільки президенти Португалії.

## Класи
Нині Орден має шість класів:
- Великий ланцюг — (GColTE), знак Ордена носиться на спеціальному ланцюгу; золота Зірка Ордена — на лівому боці грудей.
- Великий Хрест — (GCTE), знак Ордена носиться на ланцюгу чи стрічці через праве плече; золота Зірка Ордена — на лівому боці грудей.
- Гранд-офіцер — (GOTE), знак Ордена носиться на особливому ланцюгу; золота Зірка Ордена — на лівому боці грудей.
- Командор — (ComTE), срібна Зірка Ордена носиться на лівому боці грудей.
- Офіцер — (OTE), знак Ордена носиться на спеціальній стрічці з розеткою на лівому боці грудей.
- Лицар — (CavTE) або Дама(DamTE), знак Ордена носиться з простою стрічкою на лівому боці грудей.

## Знаки розрізнення
Знак Ордена — п'ятикінцева перевернута позолочена зірка, вкрита білою емаллю, розміщена на дубовому вінку, вкритому зеленою емаллю; у центрі зірки — меч, взятий у коло, на якому на синій емалі девіз Ордена «Valor Lealdade e Mérito» — Доблесть, Вірність і Заслуги. Між двома верхніми променями зірки розміщено вежу. На зворотному боці знаку у колі розміщено герб Португалії й напис «Repùblica Portuguesa» — Республіка Португалія.
Зірка Ордена п'ятикінцева, виконана з золота для Великого ланцюга, Великого Хреста, Гранд-офіцера та зі срібла для Командора.
Стрічка Ордена — синього кольору.